# 插水 (足球術語)
（英語： 或 ）是一个足球術語。意思是指一個球員為了博取自由球或点球等罰球，而假裝被對手侵犯倒地，由於不少球員假裝被侵犯時，會自行跌倒在地，動作近似跳水運動的入水動作，故英文稱為Diving。
決定一個球員是否假摔，亦是一個有爭議性的足球話題。很多足球迷特別是英國球迷，會視插水為欺騙行為。值得一提的是，球迷通常會对自己擁戴的球員的假摔行为持支持态度。

## 懲罰
插水動作最初只是一個關乎比賽道德的問題，但後來問題越來越嚴重，也影響球證執法，國際足協正式將插水行為定為違規行為，球證會判罰插水的一方，並給予對手自由球；如藉此獲得十二碼，亦可能會被視像助理裁判取消。而一般球證會發出黃牌以作警告插水球員。

## 假摔事件
1998年世界盃半準決賽，阿根廷對荷蘭的比賽，阿根廷前鋒柯迪加突破荷蘭防線後在禁區內「插水」博十二碼，被球證出示黃牌警告。此時憤怒的荷蘭門將雲達沙衝前破口大罵；心有不甘的柯迪加立即站起來並企图以頭鎚攻擊雲達沙的下腭，後者回以“假摔”應聲倒地，前者即立即領紅牌被逐離場。後來，荷蘭在一次反擊中得手，將阿根廷淘汰出局。
2000年欧洲杯，在罗马尼亚对阵意大利的比赛中，罗马尼亚前锋格奥尔基·哈吉在禁区中倒地企图骗取点球，被主裁判出示第二张黄牌罚下。
2002年世界盃，巴西在分組賽對土耳其的賽事中，當時巴西隊正在領先，巴西中場里瓦尔多在一次攻勢中主踢角球，土耳其的後衛把球踢給里瓦尔多，原意是為了要他早點開球以免浪費時間，球只是碰到里瓦尔多的腳，但里瓦尔多卻立即掩面倒地，並在場中假裝面部受傷的痛苦狀，躺了數分鐘，結果當時看不見此情況的球證立即出示紅牌將該名土耳其球員驅逐出場，巴西最終以2:1勝土耳其。事後里瓦尔多被国际足联以不君子行為重罰，但李華度卻解釋掩面是為了保護自己，怕被球打中頭部。
2014年世界盃，阿揚·羅本在十六強對陣墨西哥，比賽中三次假摔，第三次假摔於完場前，成功於補時期間為球隊搏得十二碼，助球隊2:1反勝墨西哥。羅本賽後承認比賽期間倒地太明顯：「有一次（最終變成）十二碼，對方進入禁區，我就輕易地摔倒，我不應該那樣。」羅本因使用假摔來賺取十二碼機會遭到記者廣泛譴責而出名。
2018年世界盃，巴西對上哥斯大黎加的比賽中，前鋒內馬爾曾以假摔試圖博取發球，其行為甚至於地上翻滾好幾圈，這件事在事後被大幅報導並有大量惡搞影片出現於網路。